# Paravireia holdichi
Paravireia holdichi är en kräftdjursart som beskrevs av Brökeland, Wägele och Bruce 200. Paravireia holdichi ingår i släktet Paravireia, ordningen gråsuggor och tånglöss, klassen storkräftor, fylumet leddjur och riket djur. Inga underarter finns listade i Catalogue of Life.